# John Carver Meadows Frost
John Carver Meadows Frost (przydomek „Jack” Frost; ur. w 1915 w Walton-on-Thames, Anglia, zm. 9 października 1979 w Auckland, Nowa Zelandia) – brytyjski projektant samolotów. 
W dziedzinie lotnictwa był pionierem rozwoju eksperymentalnej brytyjskiej maszyny naddźwiękowej oraz był zaangażowany w rozwój kanadyjskiego pierwszego myśliwca, którym był Avro Canada CF-100 Canuck. Zaprojektował w firmie Avro Canada, samolot pionowego startu i lądowania Avro Canada VZ-9-AV Avrocar, który miał kształt „latającego spodka”. John Frost zmarł na atak serca w Auckland.

## Literatura
- Campagna, Palmiro: The UFO Files: The Canadian Connection Exposed, Toronto: Stoddart Publishing, 1998. ISBN 0-7737-5973-5.
- „Retiring Designer Leaves Stamp in Aviation World”, The Daily News, New Plymouth, New Zealand, 22. května 1979.
- Rose, Bill and Tony Buttler: Flying Saucer Aircraft (Secret Projects), Leicester, UK: Midland Publishing, 2006. ISBN 1-85780-233-0.
- Waterton, Bill: The Quick and the Dead, London: Frederick Mueller, 1958.
- Whitcomb, Randall: Avro Aircraft & Cold War Aviation, St. Catharine's, Ontario: Vanwell Publishing Ltd., 2002. ISBN 1-55125-082-9.
- Williams, A.R.: „Avro built a saucer-plane that actually flew”, Winnipeg Tribune, TribFocus, 18. prosince 1976.
- Yeager, Chuck et al: The Quest for Mach One: A First-Person Account of Breaking the Sound Barrier. New York: Penguin Studio, 1997. ISBN 0-670-87460-4.
- Zuk, Bill: Avrocar: Canada's Flying Saucer..., Erin, Ontario: Boston Mills Press, 2001. ISBN 1-55046-359-4.